# آبشاران علیا
آبشاران علیا، روستایی از توابع بخش ناغان، شهرستان اردل در استان چهارمحال و بختیاری ایران است.

## جمعیت
این روستا در دهستان مشایخ قرار دارد و براساس سرشماری مرکز آمار ایران در سال ۱۳۸۵، جمعیت آن ۲۴۹ نفر (۵۳خانوار) بوده‌است.